# Cartaphilus

Cartaphilus in einem Manuskript von Matthaeus Parisiensis, um 1240/1250 (Cambridge, Corpus Christi College, MS 16 II, fol. 74v)

Cartaphilus ist die Hauptfigur in einer an die Bibel angelehnten Exempelgeschichte aus dem 13. Jahrhundert, die von Roger von Wendover († 1236), einem Mönch der englischen Benediktinerabtei St Albans, in lateinischer Sprache verfasst wurde. Die Geschichte findet sich in der Chronik Flores Historiarum unter dem Titel De Joseph, qui ultimum Christi adventum adhuc vivus exspectat („Von Joseph, der die Wiederkunft Christi noch lebend erwartet“). Sie wird in der heutigen Forschung für eine der zentralen Vorgeschichten der Sage vom Ewigen Juden gehalten, die 1602 in der Kurtzen Beschreibung und Erzehlung von einem Juden mit Namen Ahasverus niedergeschrieben wurde.
Gemäß der Analyse von Michael Tilly (1995) ist die Geschichte von Cartaphilus in drei verschiedene Erzählebenen unterteilt: Rahmenerzählung, Binnenerzählung und Cartaphilus-Legende.

## Rahmenerzählung und kurze Binnenerzählung

Mit roter Tinte schrieb Matthaeus den Titel: De Jo-seph, qui ultim-um Christi (xṗi) ad-ventum adhuc vivus expectat – „Von Joseph, der die ‚letzte Ankunft‘ Christi noch lebend erwartet“.

Roger von Wendover berichtet von einem Besuch des Erzbischofs von Großarmenien (Armenia major) in St Albans im Jahre 1228. Der Erzbischof wird freundlich empfangen; es kommt zu einem regen Austausch zwischen den Angehörigen der Abtei, die über ihre Lebensweise in England berichten, und dem Bischof sowie seinen Gefolgsleuten, die im Gegenzug viel über den Orient zu erzählen wissen. Die Gastgeber erkundigen sich, ob der Bischof einen Mann namens Joseph kenne, der mit Christus vor dessen Kreuzigung gesprochen habe und immer noch lebe, als Zeuge des christlichen Glaubens; von ihm sei ‚unter den Menschen oft die Rede‘. Für den armenischen Bischof antwortet ein Französisch sprechender Dolmetscher.
Die relativ kurze erste Antwort des Dolmetschers bildet die zweite Ebene der Geschichte: Ja, sein Herr kenne Joseph gut; er habe ihn schon oft gesehen und mit ihm gesprochen. Erst kürzlich sei Joseph Gast an der Tafel des Bischofs gewesen.
Die Engländer wollen natürlich mehr erfahren über das, was sich zwischen Christus und diesem Joseph zugetragen habe. Auf der dritten Erzählebene gibt nun der Dolmetscher die eigentliche Legende von Cartaphilus wieder.

## Legende von Cartaphilus

Blau unterstrichen: carta-philus praetorii ostiarius & pontii pilati – Cartaphilus, Türhüter des Prätoriums und des Pontius Pilatus.
Orange die Worte des Cartaphilus: Vade Jesu citius. vade quid moraris? – „Geh schneller, Jesus. Geh, warum zögerst du?“
Rot die Entgegnung Jesu: Ego vado. & expectabis donec veniam. – „Ich gehe. Und du wirst warten, bis ich komme.“ (Der Originaltext von Roger von Wendover lautet: … et tu exspectabis donec redeam.)

Joseph, der damals noch Cartaphilus geheißen habe, sei Türhüter im Prätorium des Pontius Pilatus gewesen und habe am Tag der Verurteilung Jesu Dienst geleistet. Als die Juden Jesus aus dem Prätorium zerrten, habe er ihm unter der Türe einen Faustschlag in den Rücken versetzt und ihn mit den Worten „Geh schneller, Jesus! Geh! Warum zögerst du?“ zur Eile getrieben. Jesus habe entgegnet, ‚mit ernstem Gesichtsausdruck und den Blick auf ihn gerichtet‘: „Ich gehe, und du wirst warten, bis ich wiederkomme.“
Also warte Cartaphilus, der zum Zeitpunkt der Kreuzigung Jesu etwa dreißig Jahre alt gewesen sei, gemäß dem Wort des Herrn immer noch. Jedes Mal, wenn er das hundertste Lebensjahr erreiche, werde er in sein damaliges Alter zurückversetzt. Nach der Hinrichtung Jesu sei er durch Hananias getauft worden und habe den Namen Joseph angenommen. Er halte sich oft in Armenien und in anderen Gebieten des Morgenlandes auf, verkehre mit geistlichen Würdenträgern und führe ein bescheidenes, vorbildlich christliches Leben. Wenn er danach gefragt werde, erzähle er von der Auferstehung Jesu und von den Aposteln. Er sei immer sehr ernst und fürchte sich, dass Christus ihm bei der letzten Prüfung noch zürne. Er hoffe aber, dass ihm vergeben werde, weil er unwissend gesündigt habe. Denn Christus habe am Kreuz gebetet: „Vater, vergib ihnen; denn sie wissen nicht, was sie tun.“

## Erklärung des Namens
Der latinisierte Name Cartaphilus ist vermutlich zusammengesetzt aus den altgriechischen Wörtern κάρτα kárta, ‚sehr‘ und φίλος phílos, ‚liebend‘, ‚geliebt‘ oder ‚Freund‘. So könnte die Legendengestalt Cartaphilus in Verbindung stehen mit Johannes, dem Lieblingsjünger Jesu. Von diesem wurde nämlich behauptet, er werde nicht sterben, weil Jesus über ihn gesagt hatte: „Wenn ich will, dass er so lange lebt, bis ich wiederkomme, was geht es dich an?“ Zu dieser Deutung passt der Name Johannes Buddeus oder Johannes Buttadeus (‚Schlage-Gott‘), der dem ‚ewig Lebenden‘ in mehreren anderen Berichten gegeben wird. Wahrscheinlich wurde in der Legende das biblische Motiv vom Weiterleben des Johannes bis zur Wiederkunft Christi vermischt mit demjenigen von Spott und Gewalt gegenüber Christus während seiner Passion. (Als biblisches Beispiel eines Mannes, der Jesus schlug, kommt vor allem der Diener des Hohepriesters in Johannes 18,22 in Betracht, der später mit Malchus identifiziert wurde.)
Rein sprachlich betrachtet könnte der vordere Bestandteil des Namens auch als lateinisch c(h)arta (abgeleitet von altgriechisch χάρτης chártēs) verstanden werden: ‚Papier, Schriftstück, Buch‘. Cartaphilus wäre dann ein ‚Freund der Schriften‘ – wie der Chronist, der seine Legende niederschrieb.
Betont wird nach den Regeln der lateinischen Sprache die zweite Silbe des Namens, Cartáphilus, denn der Vokal i in φίλος bzw. -philus ist kurz.
Der Name Joseph, den Cartaphilus nach seiner Taufe annahm, könnte auf Joseph von Arimathäa zurückgehen, dem Legenden ebenfalls Unsterblichkeit nachsagten. Besonders in England war die Legendengestalt beliebt; das Interesse der Mönche könnte also zunächst ihr gegolten haben.

## Deutung der Figur
Gemäß den Ausführungen von Bernd Appel (2022) weist die Geschichte von Cartaphilus zahlreiche Merkmale auf, die typisch sind für eine durch Autoritäten authentifizierte Exempelgeschichte. Ähnlich wie andere Legendenerzählungen ist sie auf Gewährsmann-Strukturen aufgebaut, die den Wahrheitsgehalt des Erzählten untermauern sollen. Fraglich ist, ob Cartaphilus wie der spätere Ewige Jude Ahasver aus der Kurzen Beschreibung bereits als jüdische Figur konzipiert wurde. Appel meint, eine zeitgenössische Deutung der Figur in diese Richtung sei aus mehreren Gründen anzunehmen: So sei Cartaphilus zunächst eine „typisierte jüdische Mitläuferfigur“, die gemeinsam mit anderen Juden im Prätorium gegen die Freilassung Jesu und für seine Hinrichtung protestiert habe. Dagegen ist allerdings einzuwenden, dass Roger von Wendover Cartaphilus selbst nicht als Juden bezeichnet, sondern als „Türhüter des Prätoriums und des Pontius Pilatus“ und ihm einen griechisch-römischen Namen gibt.
Den bekehrten und durch 1200 Jahre Lebenserfahrung geläuterten Cartaphilus beschreibt Roger von Wendover als tief religiösen Menschen. Joseph scheint nun geradezu das Leben eines Mönchs zu führen, denn sein Verhalten stimmt in fünf Punkten mit der Regula Benedicti überein: Schweigsamkeit, Demut, Zurückweisung von Geschenken, schlichte Kleidung und maßvolle Speise. Den Lesern der Chronik kann er also als Vorbild dienen. Er hält sich zwar nicht nur „in beiden Teilen Armeniens“, sondern auch „in anderen Regionen des Orients“ auf, aber von ruheloser Wanderschaft ist nicht die Rede. Er „lebt unter Bischöfen und anderen Würdenträgern der Kirche“; der armenische Erzbischof hat sich schon oft mit ihm unterhalten. Besonders hervorgehoben wird seine Bedeutung als Zeuge des Passionsgeschehens: Wenn er von Bischöfen und anderen Geistlichen danach gefragt wird, „berichtet er von den Geschehnissen der alten Zeit und von dem, was geschah während der Passion des Herrn und bei seiner Auferstehung, und von den Zeugen der Auferstehung … Viele kommen zu ihm aus entfernten Teilen der Welt und freuen sich, ihn zu sehen und sich mit ihm zu unterhalten. Wenn ihr Interesse echt ist, beantwortet er kurz ihre Fragen.“ Die durchwegs positive, ja ehrerbietige Darstellung des geläuterten Joseph könnte durch seine Verknüpfung mit Legenden um Joseph von Arimathäa beeinflusst worden sein (siehe oben, „Erklärung des Namens“).
Anders als alle früheren Vorläuferfiguren des Ahasver wie etwa Kain, Johannes oder Malchus stellt Cartaphilus gemäß Appel die erste vollständig literarisch gestaltete Figur dar, die nur noch vage an die Evangelien und die biblische Leidensgeschichte Jesu angebunden ist. Der Bericht über Cartaphilus bildet somit die erste tatsächliche ‚Erzählung‘ über einen ‚ewig Lebenden‘, die mit rein fiktiven Elementen ausgestaltet ist. Anders als Malchus oder Johannes erhält die Figur eine persönliche Vita, Charaktereigenschaften und Emotionen, namentlich die Furcht vor der Wiederkehr des Heilands und die Hoffnung, dass dieser ihm schließlich vergeben werde.

## Bearbeitung durch Matthaeus Parisiensis
Zwischen 1240 und 1253 gab der ebenfalls in der Abtei von St Albans wirkende Chronist Matthaeus Parisiensis den Bericht seines Vorgängers Roger von Wendover nahezu unverändert in seinen eigenen Chronica majora wieder, mit kleinen Ergänzungen (hauptsächlich Verweisen auf die Bibel). Insgesamt bemühte er sich, den Wahrheitsgehalt des Erzählten zu bekräftigen, und berief sich zur Beglaubigung auf zusätzliche Gewährsmänner. Josephs regelmäßige Verjüngung schilderte Matthaeus genauer als Roger von Wendover: Im (biologischen) Alter von hundert Jahren werde er jeweils von einer unheilbaren Krankheit (oder Schwäche) befallen und in eine Ekstase versetzt; danach genese er, werde wiederbelebt und kehre zum Ausgangsalter von dreißig Jahren zurück.
In einem späteren Teil seines Werks schrieb Matthaeus, im Jahr 1252 seien wieder Besucher aus Armenien nach St Albans gekommen. Sie hätten bestätigt, „Joseph Cartaphila, welcher Christus vor seiner Kreuzigung gesehen habe und ihn als Richter über uns erwarte, lebe noch, wie gewohnt. Dies ist eines der Wunder der Welt und ein großer Beweis für den christlichen Glauben.“ Nach einer kurzen Beschreibung der Ausdehnung Armeniens (im Osten grenze es an Indien) fügt Matthaeus an, in Armenien hänge immer noch die Arche Noah zwischen zwei Berggipfeln, zur Erinnerung der Menschen an göttliche Strafe und göttliche Gnade. Offenbar werden hier Joseph-Cartaphilus und die Arche aus einem ähnlichen Blickwinkel betrachtet: Sie sind wundersame Relikte, die den Wahrheitsgehalt biblischer Texte bezeugen.
Im Werk Flores historiarum, das ebenfalls von Matthaeus Parisiensis verfasst und später von anderen Autoren ergänzt wurde, sind seine Chronica majora zusammengefasst. Zum Jahr 1228 wird der Bericht des armenischen Erzbischofs über Cartaphilus äußerst knapp wiedergegeben. Durch seinen Übersetzer habe er unter anderem Folgendes erzählen lassen: „Ein Mann, der Christus leibhaftig gesehen habe, lebe noch. Denn Christus habe, als er zum Marterholz des Kreuzes geführt wurde, zu ihm gesagt: ‚So will ich, dass du wartest, bis ich wiederkomme.‘ Daher glaube man, er werde leben, bis der Herr zum großen Gericht komme.“

## Die Zeichnung von Matthaeus Parisiensis

In seiner Zeichnung stellte Matthaeus Parisiensis die Begegnung von Jesus und Cartaphilus ganz anders dar, als er sie im Text beschrieb

Matthaeus Parisiensis illustrierte seine Manuskripte. Am unteren Rand der Seite seiner Chronica majora, auf welcher er den Hauptteil der Cartaphilus-Geschichte wiedergab, zeichnete er die Begegnung von Cartaphilus und Jesus. Die dargestellte Szene weicht allerdings stark von der im Text geschilderten ab: Jesus wird nicht aus dem Prätorium gezerrt, sondern er trägt das Kreuz zur Richtstätte; Cartaphilus ist nicht der 30-jährige Türhüter des Pilatus, sondern ein gebückter älterer Mann. Die Hacke, auf die er sich stützt, weist ihn als Bauern aus, aber offenbar auch als Juden.
Darüber, weshalb Matthaeus die Szene so zeichnete, kann nur spekuliert werden. Die Mönche von St Albans kannten vermutlich verschiedene Versionen der Legende; bereits in Wendovers Bericht erkundigten sie sich ja nach einer Gestalt, von der sie bereits gehört hatten. In einigen Punkten sehr ähnlich wie Roger von Wendovers Erzählung ist der Eintrag zum Jahr 1223 in der Chronik von Santa Maria della Ferraria; dort wird der ‚ewig Lebende‘ als Jude bezeichnet. Außerdem vertrat Matthaeus an anderen Stellen seines Werks antisemitische Thesen. Und offensichtlich ließ sich die Überlegenheit Christi, der kurz vor seiner Hinrichtung als klarer Sieger aus dieser Konfrontation hervorgeht, in der von Matthaeus gewählten Szene zeichnerisch wirksamer darstellen.
Die Banner, welche den Wortwechsel von Cartaphilus und Jesus wiedergeben, enthalten folgenden Text:
- vade Jesu ad iudicium tibi praeparatum – „Geh, Jesus, zum Gericht, das für dich vorbereitet ist.“
- vado sicut scriptum est de me. Tu vero expectabis donec veniam – „Ich gehe, wie es über mich geschrieben wurde. Du aber wirst warten, bis ich komme.“[30]

## Joseph als mögliches Modell für Ahasverus
Matthaeus' Chronica majora wurden 1571 in London und 1589 in Zürich gedruckt (ohne Illustrationen); sie könnten also dem Autor der Schrift Kurtze Beschreibung und Erzehlung von einem Juden mit Namen Ahasverus von 1602 bekannt gewesen sein. Der bekehrte Ahasverus wird in vielen Punkten sehr ähnlich beschrieben wie Joseph Cartaphilus:
- Er spricht nur, wenn er gefragt wird.
- Er lacht nie.
- Er ist sehr genügsam beim Essen.
- Er nimmt (fast) keine Geschenke an.
- Er ist ein lebendiger Zeuge der Passion Christi.
- Viele Menschen kommen, um ihn zu sehen und ihm zuzuhören.
- Alle schenken seinen Berichten Glauben.
- Er hat unwissentlich gehandelt, als er Christus verspottete.

Ein neues Motiv der Schrift von 1602 ist hingegen die ruhelose Wanderschaft des Ahasverus.

## Cartaphilus im 20. und 21. Jahrhundert
Im Spielfilm Das siebte Zeichen (The Seventh Sign, 1988) treten Cartaphilus und der wiederkehrende Jesus im 20. Jahrhundert auf. Abby, die Protagonistin des Films, war in einer früheren Existenz bereits zugegen, als Cartaphilus Christus vor dessen Kreuzigung schlug und verspottete.
Der japanische Manga Die Braut des Magiers (seit 2013; seit 2016 auch als Animationsfilm, Anime) greift die Figur des Cartaphilus auf und gestaltet einen der Hauptantagonisten nach der alten Legende.